# Meledic

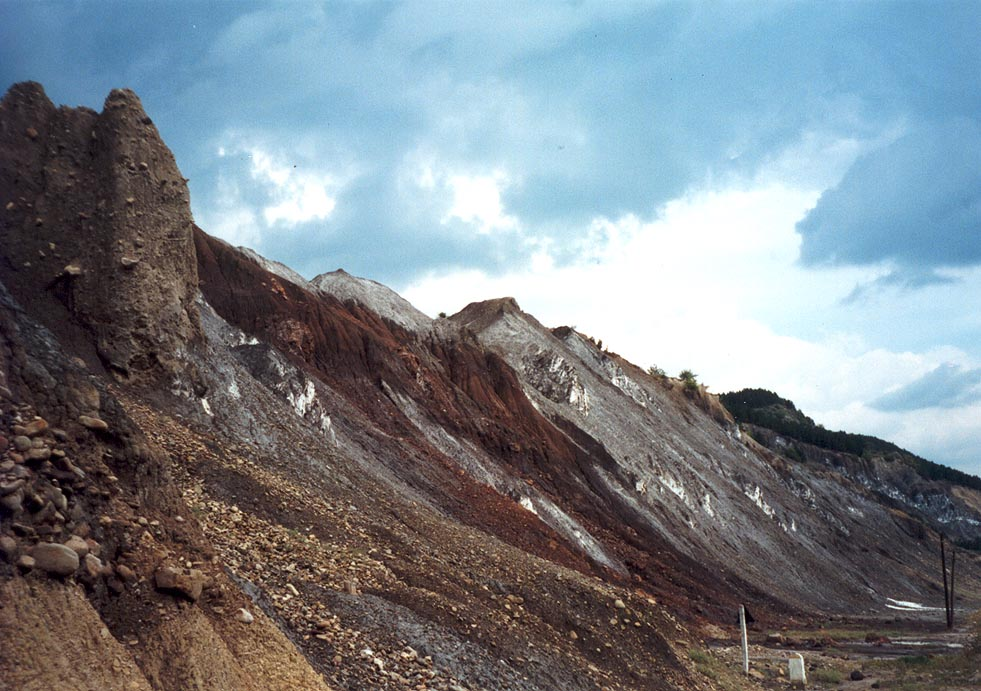
Pohled ze silnice vedoucí podle řeky Slanic

Slaná náhorní plošina Meledic se nachází v katastru obce Mânzălești v župě Buzău. Plošina vystupuje několik desítek metrů nad okolní terén. Na jižní straně je ohraničena říčkou Slanic, ze severu potokem Meledic. Na plošině se nachází jezero dále zde pramení několik potoků, jejichž koryta tvoří hluboké zářezy. Náhorní plošinu tvoří jílovité horniny s vysokým obsahem soli. Úbočí ani svahy koryt potoků, nejsou pokryty vegetací, jednak kvůli erozi, jednak kvůli zmiňované soli, jejíž krystaly dodávají svahům za slunečného počasí zářivě bílý jas. Vyskytují se zde i jeskyně s nebohatou výzdobou tvořenou slanými krápníky.

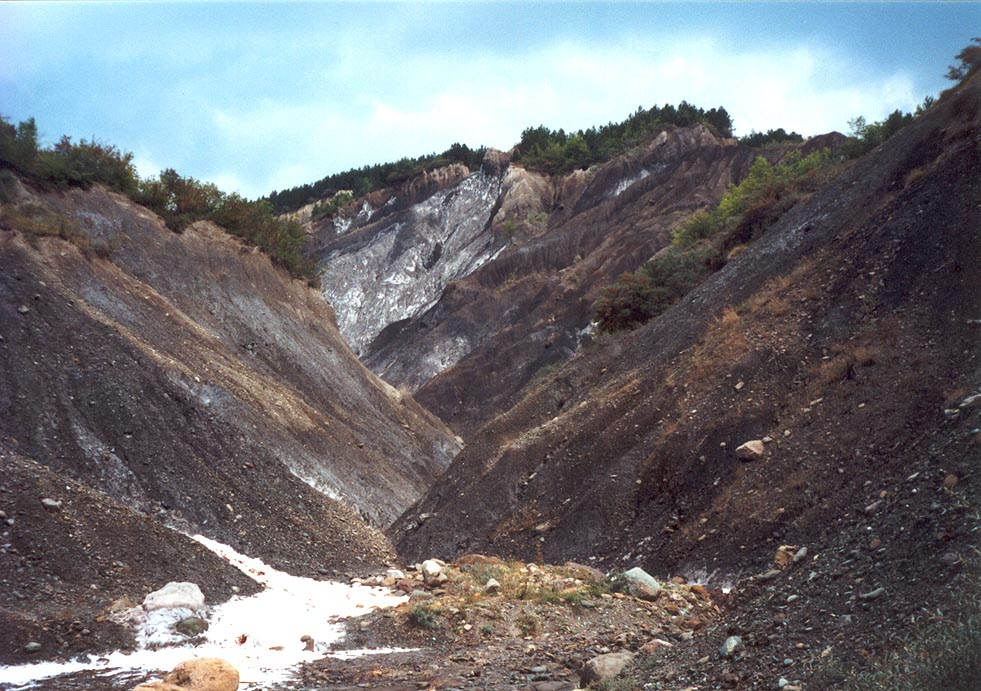
Koryto jednoho z potoků u ústí do Slanicu
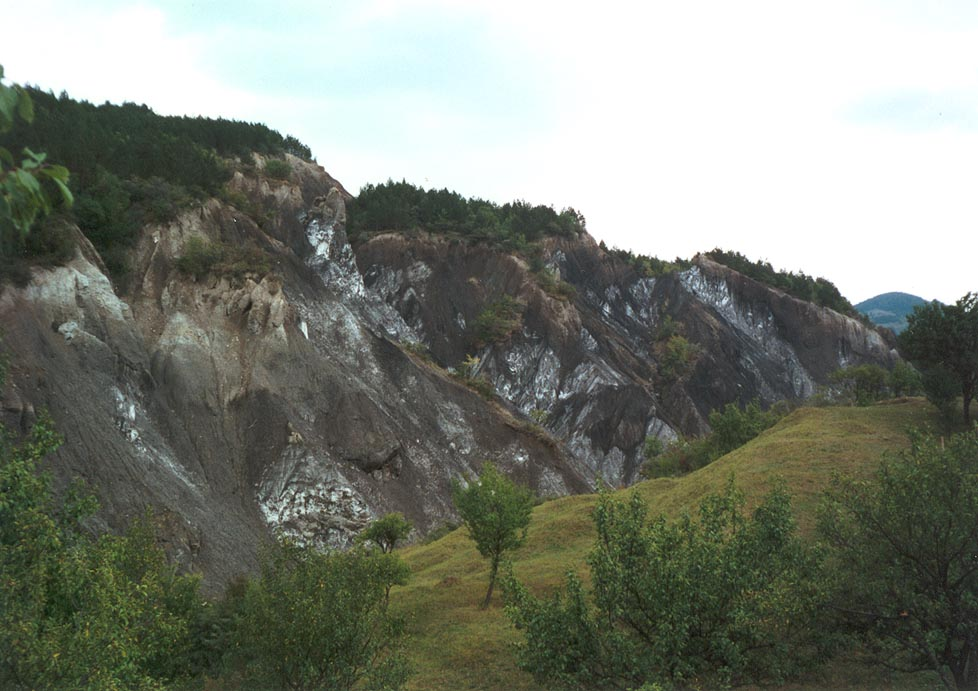
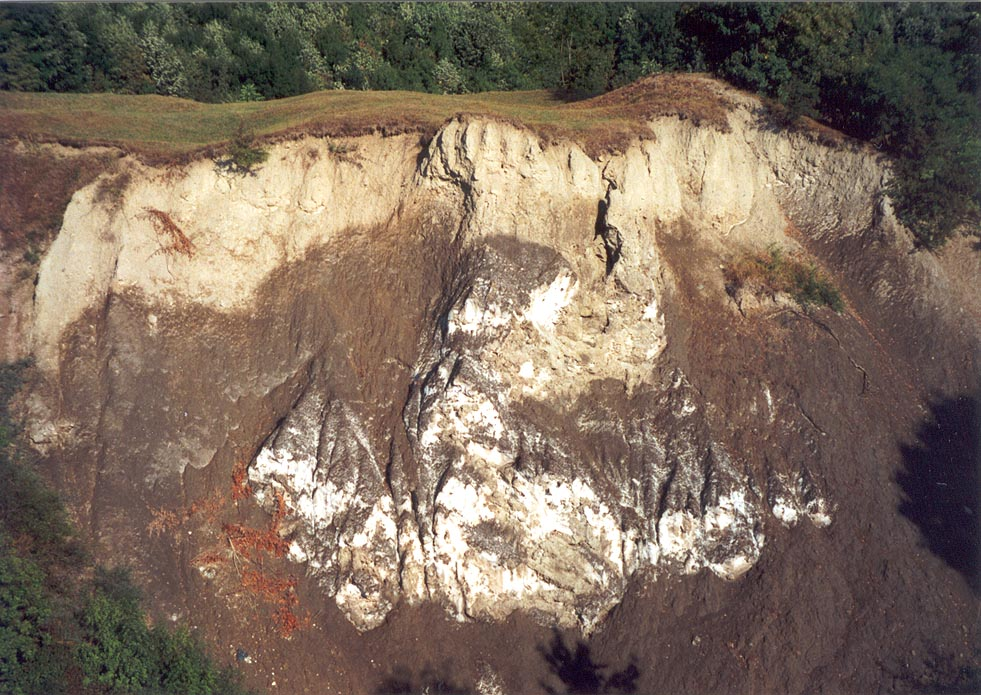
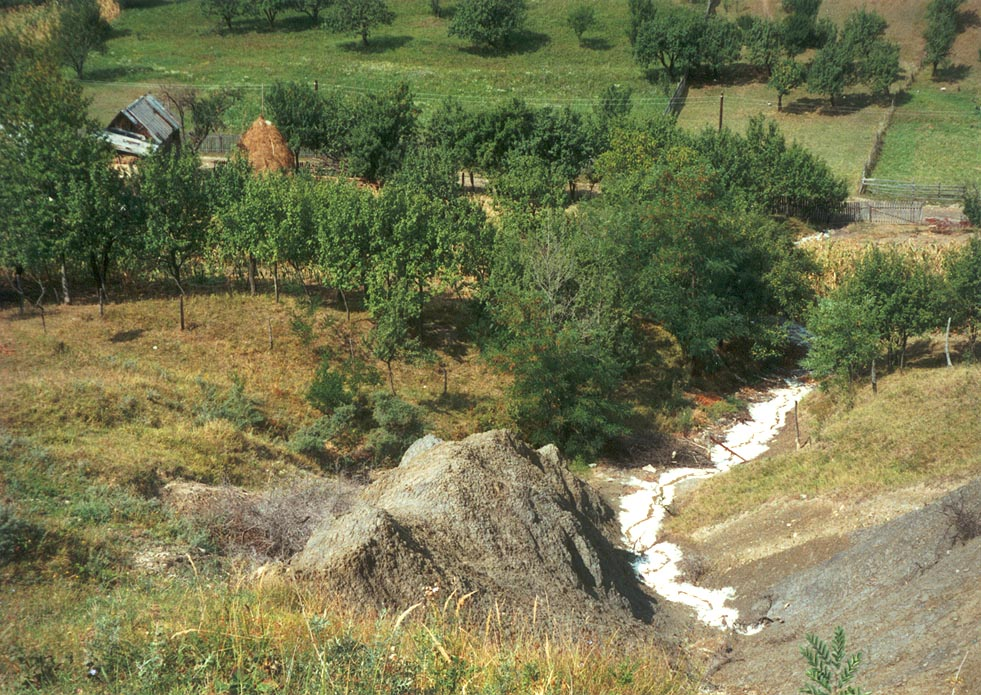
Potok lemovaný solí